# Туренины-Оболенские
Туренины-Оболенские (Туренины) — угасший русский княжеский род, Рюриковичи, одна из множества ветвей князей Оболенских. Род внесён в Бархатную книгу.
Происходят от имевшего прозвище Туреня князя Бориса Михайловича Оболенского († 1501, XVIII колено от Рюрика), сына Михаила Ивановича Оболенского. Род угас в 1-й половине XVII века.
По родословной росписи князей Туренины-Оболенские известны 21 представитель рода мужского пола.

## Известные представители
| №                         | Имя, Отчество                     | № отца | Примечания |
| ------------------------- | --------------------------------- | ------ | --- |
| 1                         | Оболенский Борис Михайлович       |        | Родоначальник |
| 2                         | Туренин Василий Борисович Большой | 1      | Бездетен |
| 3                         | Туренин Василий Борисович Меньшой | 1      | Воевода в Литовском и Казанском походах (1500), участник Ведрошской битвы. |
| 4                         | Туренин Владимир Борисович        | 1      | Постельничий (1495), воевода в Казанском походе (1500), участник Ведрошской битвы, наместник в Иван-городе (1501), Орешке (1502).                                                  |
| 5                         | Туренин Фёдор Борисович Гвоздь    | 1      | Воевода (1507) |
| 6                         | Туренин Иван Борисович Бобос      | 1      | Воевода в смоленским походе (1509), воевода Тарусы (1521), Мурома (1524-1526). |
| 7                         | Туренин, Никита Борисович         | 1      | Воевода, бездетен. |
| 8                         | Туренин Юрий Васильевич           | 3      | Бездетен |
| 9                         | Туренин Пётр Владимирович         | 4      | Упомянут (1560). |
| 10                        | Туренин Фёдор Иванович            | 6      | Бездетен, жена Авдотья Михайловна урожд. Годунова, дочь Михаила Васильевича и Анны (урожд. Измайлова) Годуновых                                                                    |
| 11                        | Туренин Самсон Иванович           | 6      | Московский дворянин (1550), воевода в Одоеве (1553), Смоленске (1556). |
| 12                        | Туренин, Василий Петрович Муса    | 9      | Воевода и окольничий |
|                           | Княжна Ульяна Фёдоровна           | 10     | Жена Богдана Фёдоровича Чулкова |
| 13                        | Туренин, Иван Самсонович          | 11     | Воевода и окольничий |
| 14                        | Туренин Никита Самсонович         | 11     | Упомянут в местническом деле. |
| 15                        | Туренин, Михаил Самсонович        | 11     | Воевода, окольничий, боярин |
| 16                        | Туренин Василий Самсонович        | 11     | Умер в молодых годах |
| 17                        | Туренин Дмитрий Самсонович        | 11     | Упомянут на свадьбе Владимира Андреевича с княжной Евдокией Романовной Одоевской (1555).                                                                                           |
| 18                        | Туренин-Мусин Фёдор Васильевич    | 12     | Воевода в Мценске (1591-1592), Пронске (1593-1594), Туле (1594). |
| 19                        | Туренин Дмитрий Васильевич        | 12     | Воевода Сторожевого полка (1597), окольничий (1605), на свадьбы Лжедмитрий I объявлял польских послов и сидел под боярынями на лавке, участник свадьбы Василия IV Шуйского (1608). |
| 20                        | Туренин, Василий Иванович Жар     | 13     | Воевода. |
|                           | Княжна Мария Ивановна             | 13     | Жена князя Кольцова-Мосальского Андрея Владимировича |
|                           | Княжна Елена Ивановна             | 13     | Жена князя Куракина Ивана Семёновича |
|                           | Княжна Анна Михайловна            | 15     | Жена князя Ивана Одоевского |
| 21                        | Туренин Иван Фёдорович            | 18     | Стольник (1625), жена Соломонида Васильевна урожд. княжна Тюменская, дочь князя Василия Агишевича и Марфы Семёновны урожд. княжны Лобановой-Ростовской.                            |
| Род князей Турениных угас |                                   |        | |
|                           | Дмитрий Самсонович                | 11     | Показаны в родословной книге у А.Б. Лобанова-Ростовского |
|                           | Никита Самсонович                 | 11     | Показаны в родословной книге у А.Б. Лобанова-Ростовского |